# Férfi 100 méteres síkfutás a 2013. évi nyári európai ifjúsági olimpiai fesztiválon
A 2013. évi nyári európai ifjúsági olimpiai fesztiválon az atlétikai versenyszámok közül a férfi 100 méteres síkfutást július 15.-én és július 17.-én rendezték Utrechtben.

## Selejtező
| H  | F | Név                           | Nemzet           | E     | Mj  |
| -- | - | ----------------------------- | ---------------- | ----- | --- |
| 1  | 3 | Diego Aldo Pettorossi         | Olaszország      | 10.85 | Q   |
| 2  | 1 | Keny Blecourt                 | Franciaország    | 10.86 | Q   |
| 3  | 3 | Joris Van Gool                | Hollandia        | 10.87 | Q   |
| 4  | 3 | Szabó Dániel                  | Magyarország     | 10.89 | q   |
| 5  | 2 | Luis David Del Valle Alba     | Spanyolország    | 10.97 | Q   |
| 6  | 1 | Patrik Finek                  | Horvátország     | 11.02 | Q   |
| 7  | 3 | Jachym Prochazka              | Csehország       | 11.06 | q   |
| 8  | 2 | Maximilian Münzker            | Ausztria         | 11.10 | Q   |
| 9  | 3 | Eran Sibony                   | Izrael           | 11.19 |     |
| 10 | 2 | Ricardo Alexandre Brás Amaral | Portugália       | 11.21 |     |
| 11 | 2 | Costin Florian Homiuc         | Románia          | 11.27 |     |
| 12 | 1 | Yury Zabalotny                | Fehéroroszország | 11.40 |     |
| 13 | 1 | Stefan Sabo                   | Szerbia          | 11.42 |     |
| 14 | 2 | Rinalds Varpins               | Lettország       | 11.42 |     |
| 15 | 3 | Tomáš Pecko                   | Szlovákia        | 11.43 |     |
| 16 | 2 | Martin Moldau                 | Észtország       | 11.51 |     |
| 17 | 3 | Gudmundur Hjalti Jonsson      | Izland           | 11.57 |     |
| 18 | 2 | Nedislav Kolev                | Bulgária         | 11.64 |     |
| 19 | 3 | Tarlan Jabiyev                | Azerbajdzsán     | 11.80 |     |
| 20 | 1 | Rafayel Petrosyan             | Örményország     | 12.32 |     |
| -  | 1 | Simonas Milsinas              | Litvánia         | -     | DQ  |
| -  | 1 | Kristoffer Hari               | Dánia            | -     | DNS |

## Döntő
| H     | Név                       | Nemzet        | E     | Mj |
| ----- | ------------------------- | ------------- | ----- | -- |
| Arany | Keny Blecourt             | Franciaország | 10.75 |    |
| Ezüst | Luis David Del Valle Alba | Spanyolország | 10.77 |    |
| Bronz | Szabó Dániel              | Magyarország  | 10.83 |    |
| 4.    | Joris Van Gool            | Hollandia     | 10.85 |    |
| 5.    | Diego Aldo Pettorossi     | Olaszország   | 10.96 |    |
| 6.    | Patrik Finek              | Horvátország  | 10.98 |    |
| 7.    | Maximilian Münzker        | Ausztria      | 10.99 |    |
| 8.    | Jachym Prochazka          | Csehország    | 11.05 |    |